# Allkaruen
Allkaruen (nombre que significa "cerebro antiguo") es un género extinto de pterosaurio ranforrincoideo cuyos restos se encontraron en la Formación Cañadón Asfalto en Argentina, que data de inicios a mediados del período Jurásico. Solo se conoce una especie, A. koi.

## Descubrimiento
El espécimen holotipo de Allkaruen consiste en un neurocráneo (MPEF-PV 3613), una mandíbula (MPEF-PV 3609), y una vértebra cervical (MPEF-PV 3615); una vértebra cervical similar (MPEF-PV 3616) fue también referida al género. Estos elementos fueron encontrados en la Formación Cañadón Asfalto en Cerro Cóndor, provincia del Chubut, en Argentina, para la cual se han propuesto dataciones que se extienden desde el Toarciense a inicios del Bathoniense. El espécimen holotipo debió de haber sido un adulto, dado que los huesos del cráneo estaban enteramente fusionados. Otros elementos, en su mayor parte desarticulados y consistentes en algunos huesos de extremidades y otra mandíbula, fueron descubiertos en ese sitio.
El nombre Allkaruen se deriva del idioma tehuelche, compuesto por las palabras all ("cerebro") y karuen ("antiguo"). El nombre de la especie, koi, se origina de la palabra tehuelche para "lago", en referencia al hecho de que la localidad tipo pudo haber sido un lago salino.

## Descripción

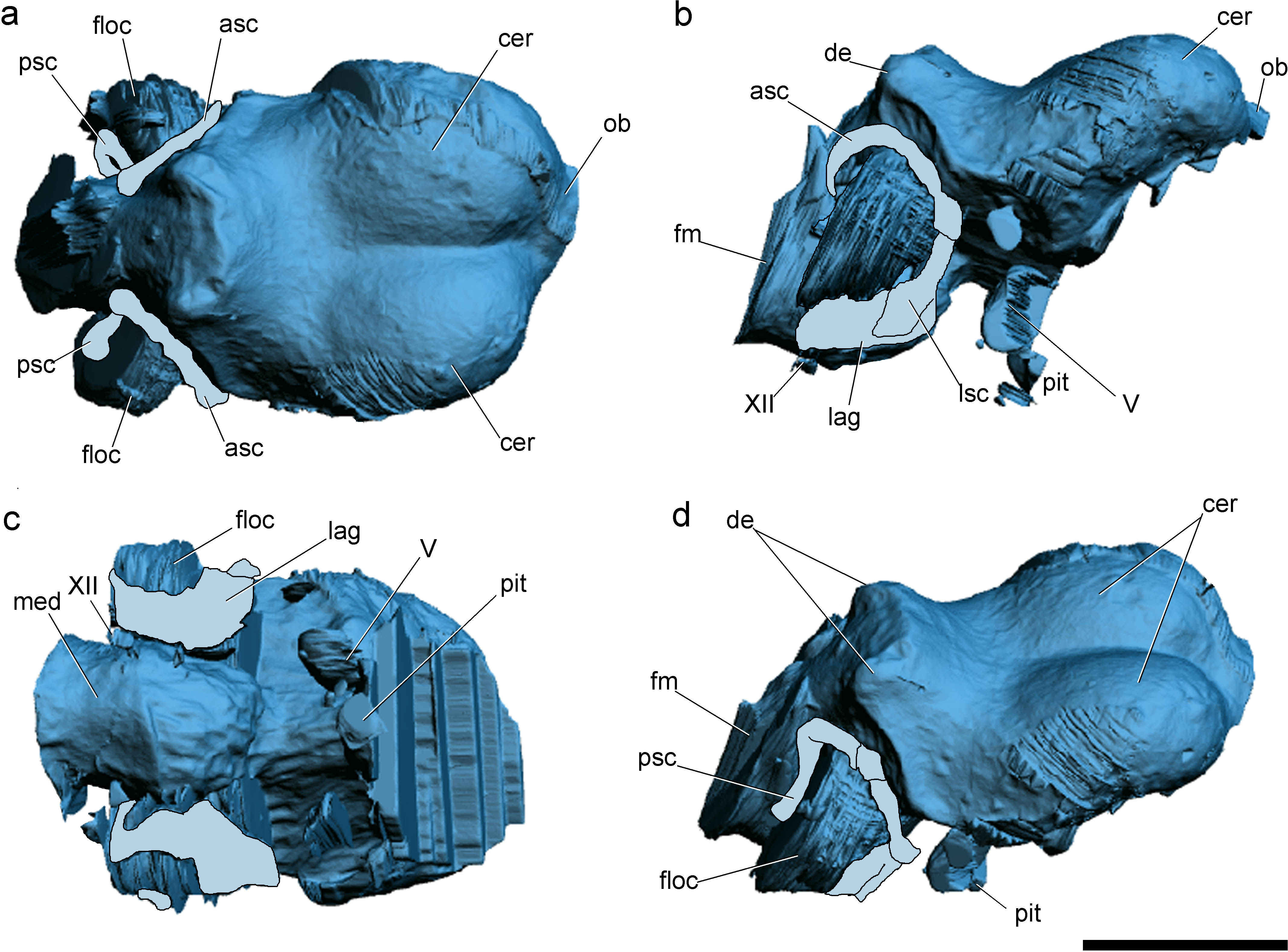
Molde interno del cerebro.

A través de un examen de tomografía axial computarizada, se demostró que el neurocráneo de Allkaruen muestra un conjunto único de rasgos que son intermedios entre los pterosaurios más basales tales como Rhamphorhynchus y los pterosaurios pterodactiloideos más derivados como Anhanguera. Estos rasgos son la posición del canal semicircular anterior del oído interno, las orientaciones relativas del occipucio y el cóndilo occipital, las posiciones relativas de los márgenes laterales del flóculo y los hemisferios cerebrales, y la proporción entre la longitud del cerebro y la altura del romboencéfalo. Adicionalmente, las orientaciones relativas del hueso frontal y el canal semicircular lateral son más parecidas a las de Rhamphorhynchus que a las de Anhanguera, mientras que los lóbulos ópticos se localizan más hacia abajo que el prosencéfalo como en los pterodactiloideos. Esta combinación única de características indica que la anatomía del neurocráneo en los pterodactiloideos evolucionó a través de una evolución en mosaico.
Los parietales de Allkaruen eran largos, alcanzando el 60% de la longitud de los frontales; estos últimos eran anchos, aplanados y sumamente neumatizados. La mandíbula tenía cerca de 3.5 veces la longitud de la sección preservada del cráneo, y se curva hacia arriba en su punta. El hueso dentario tiene cuatro o cinco alvéolos en su mitad frontal, y en la posterior estos eran reemplazados por un surco; esta combinación es única entre todos los pterosaurios.
Allkaruen debió haber sido un pterosaurio pequeño.

## Filogenia
En 2016, se llevaron a cabo dos análisis filogenéticos basados en el conjunto de datos de la descripción de Darwinopterus a fin de determinar la posición filogenética de Allkaruen. Un análisis se restringió al neurocráneo del holotipo, mientras que en el otro se incluyeron también la mandíbula y las vértebras cervicales. En ambos casos se encontró que Allkaruen era el taxón hermano del grupo Monofenestrata; el consenso de los 360 árboles más parsimoniosos se muestra a continuación.
|  | Nesodactylus    |
|  |                 |
|  | Rhamphorhynchus |
|  |                 |
|  | Cacibupteryx    |
|  |                 |

|  | Sordes        |
|  |               |
|  | Scaphognathus |
|  |               |

|  | \| \| Darwinopterus \| \| \| \| \| \| Wukongopterus \| \| \| \| |
|  |                                                                 |
|  | Pterodactyloidea                                                |
|  |                                                                 |
|  | Darwinopterus                                                   |
|  |                                                                 |
|  | Wukongopterus                                                   |
|  |                                                                 |

|  | Darwinopterus |
|  |               |
|  | Wukongopterus |
|  |               |

|  | \| \| Darwinopterus \| \| \| \| \| \| Wukongopterus \| \| \| \| |
|  |                                                                 |
|  | Pterodactyloidea                                                |
|  |                                                                 |
|  | Darwinopterus                                                   |
|  |                                                                 |
|  | Wukongopterus                                                   |
|  |                                                                 |

|  | Darwinopterus |
|  |               |
|  | Wukongopterus |
|  |               |

|  | Nesodactylus    |
|  |                 |
|  | Rhamphorhynchus |
|  |                 |
|  | Cacibupteryx    |
|  |                 |

|  | Sordes        |
|  |               |
|  | Scaphognathus |
|  |               |

|  | \| \| Darwinopterus \| \| \| \| \| \| Wukongopterus \| \| \| \| |
|  |                                                                 |
|  | Pterodactyloidea                                                |
|  |                                                                 |
|  | Darwinopterus                                                   |
|  |                                                                 |
|  | Wukongopterus                                                   |
|  |                                                                 |

|  | Darwinopterus |
|  |               |
|  | Wukongopterus |
|  |               |

|  | \| \| Darwinopterus \| \| \| \| \| \| Wukongopterus \| \| \| \| |
|  |                                                                 |
|  | Pterodactyloidea                                                |
|  |                                                                 |
|  | Darwinopterus                                                   |
|  |                                                                 |
|  | Wukongopterus                                                   |
|  |                                                                 |

|  | Darwinopterus |
|  |               |
|  | Wukongopterus |
|  |               |